# مالكوم وايلد
مالكوم وايلد (بالإنجليزية: Malcolm Wild)‏ (4 أكتوبر 1931 في أستراليا - 10 يوليو 2011) هو لاعب كرة قدم أسترالي في مركز الهجوم. شارك مع منتخب أستراليا لكرة القدم. أما مع النوادي، فقد لعب مع إيسترن سوبيربز.